# 사랑에 내리는 비
사랑에 내리는 비(It Rains On Our Love, Det Regnar Pa Var Karlek)는 스웨덴에서 제작된 잉마르 베리만 감독의 1946년 영화이다. Lorens Marmstedt 등이 제작에 참여하였다.

## 출연
- 군나르 비에른스트란드
- 벤트-아크 벤트슨
- 줄리아 캐서
- 거너 본스트랜드
- Ake Fridell

## 제작진
- 원작자: Oskar Braaten
- 미술: P.A. Lundgren